# Villa Quijano
Die Villa Quijano, auch bekannt unter dem Namen El Capricho („Die Laune“), ist ein bekanntes Bauwerk des katalanischen Architekten Antoni Gaudí.
Bei diesem Bauwerk handelt es sich um ein Sommerlandhaus in Comillas in der Nähe der kantabrischen Stadt Santander. Auftraggeber war der vermögende Geschäftsmann Don Máximo Díaz de Quijano. Es wurde von 1883 bis 1885 errichtet, etwa zur gleichen Zeit wie Gaudís Casa Vicens und die Güell Pavillons in Barcelona. Bei allen drei Gebäuden zeigen sich, neben einigen frühen Elementen des Modernisme, vor allem deutliche Anleihen an den Mudéjar-Stil.
Herausstechendes Merkmal der Villa ist der zylinderförmige Aussichtsturm über dem Eingangsportal, das wiederum auf vier runden Säulen ruht. Der Turm ist mit bunten Keramikfliesen verkleidet. Die Fliesen mit ihrem Sonnenblumen-Muster finden sich auch auf der übrigen Fassade wieder, wo sie das Sichtziegelmauerwerk als waagerechte Bänder gliedern. In der Symbolik des Gebäudes sind aber nicht nur Anspielungen an die Natur, sondern auch an die Musik zu finden. So sind z. B. an den Gegengewichten der Vertikal-Schiebefenster Metallblättchen befestigt, die beim Bewegen Musik ertönen lassen.
Gaudí hat die Villa nie selbst gesehen und überließ die Ausführungen vor Ort seinem Studienfreund Cristóbal Cascante.
Die Villa Quijano ist eines von drei Werken, die Antoni Gaudí außerhalb von Katalonien geschaffen hat. Die anderen sind der Bischofspalast von Astorga und die Casa Botines in León.